# Рычков, Юрий Евлампиевич
Ю́рий Евла́мпиевич Рычко́в (4 апреля 1945, Ревда — 21 мая 2002, Ярославль) — советский и российский актёр театра и кино.

## Биография
Родился в г. Ревда Свердловской области.
Окончил Ленинградский институт театра, музыки и кинематографии.
Ещё в студенческие годы он снялся в самой известной своей кинороли — воспитанник Карл-Мария Эрнст Готфрид Генрих Дитрих Кауфман фон Оффенбах (Купа Купыч Гениальный) в фильме «Республика ШКИД».
Был ведущим актёром Ярославского академического театра им. Ф. Волкова, дебютировав в 1970 году в «Недоросле» в роли Митрофанушки.
Затем сыграл в ещё одном фильме Геннадия Полоки — «Интервенция». После этой работы было ещё несколько ролей в кино, в том числе — хорунжий Попов в фильме «Эскадрон гусар летучих».
С 1990-х годов в кино не снимался, работал актёром и режиссёром Владимирского драматического театра. Сменил актёрскую профессию на фермерство, разводил пчёл. Написал сборник стихов «Аритмия души».
Скончался 21 мая 2002 года в деревне Анциферово (Владимирская область) после тяжёлого инфаркта. Похоронен в Глухове Собинского района Владимирской области.

## Фильмография
1. 1965 — Залп «Авроры» — матрос
2. 1966 — В городе С. — Аркаша Лосев, сын адвоката (нет в титрах)
3. 1966 — Республика ШКИД — Купа Купыч Гениальный (Купец) Оффенбах
4. 1968 — Интервенция — Петечка
5. 1973 — Назначение — эпизод
6. 1980 — Однажды двадцать лет спустя — учитель
7. 1980 — Эскадрон гусар летучих — Попов хорунжий казачьего полка, который мечтал поймать Наполеона
8. 1981 — Наше призвание — эпизод
9. 1981 — Ришад — внук Зифы — Абдурахман Абдулович
10. 1981 — Рожденные бурей — поручик
11. 1989 — А был ли Каротин? — эпизод
12. 1989 — Кому на Руси жить… — Петрович, начальник зоны
13. 1991 — Иван Федоров — купец Захаров